# Droga N981 (Holandia)
Droga prowincjonalna N981 (nid. Provinciale weg 981) – droga prowincjonalna w Holandii, w prowincjach Groningen i Fryzja. Łączy drogę prowincjonalną N980 w Kornhorn z drogą prowincjonalną N369 we wsi Boelenslaan.
N981 to droga jednopasmowa o maksymalnej dopuszczalnej prędkości 80 km/h. W gminie Grootegast droga nosi nazwę Provincialeweg. W gminie Achtkarspelen droga nosi kolejno nazwy Groningerstraat, Jan Binneslaan, Gedempte Vaart i Blauwhuisterweg.